# ألبرتين نغيسان
ألبرتين نغيسان (بالإنجليزية: Albertine N'Guessan) (تُوفيت في 22 أبريل 2016)، هي مُمثلة إيفوارية.

## وصلات خارجية
- ألبرتين نغيسان على موقع IMDb (الإنجليزية)
- ألبرتين نغيسان على موقع قاعدة بيانات الفيلم (الإنجليزية)